# Tommy Lynn Sells
Tommy Lynn Sells (ur. 28 czerwca 1964 w Oakland, zm. 3 kwietnia 2014 w Huntsville) – amerykański seryjny morderca, gwałciciel oraz pedofil zwany Mordercą od wybrzeża do wybrzeża. Przyznał się do popełnienia 70 morderstw na terenie całych Stanów Zjednoczonych, ale udowodniono mu popełnienie tylko 22 z nich w latach 1983–1999

## Życiorys
Sells urodził się w czerwcu 1964 roku w Oakland w stanie Kalifornia. Miał siostrę bliźniaczkę. Gdy oboje mieli 18 miesięcy zachorowali na zapalenie opon mózgowo-rdzeniowych. Młody Sells przeżył chorobę, jego siostra zmarła. Wkrótce potem, Sells razem z opiekującą się nim ciotką – Bonnie Woodall, przeprowadził się do stanu Missouri. Mieszkał z ciotką, aż do ukończenia przez niego piątego roku życia.
Gdy Sells miał osiem lat, często przebywał w towarzystwie młodego mężczyzny – Willisa Clarka. Wkrótce, Clark został aresztowany pod zarzutem molestowania nieletnich i jak się później okazało jego ofiarą wielokrotnie padł młody Sells. Wydarzenia te trwale odcisnęły piętno w psychice chłopca.
Gdy Sells dorósł, został bezdomnym. Uzależnił się od alkoholu i narkotyków. W 1978 roku rozpoczął wieloletnią tułaczkę po Stanach Zjednoczonych. Jako środków transportu używał wagonów pociągów towarowych, autostopu lub w ostateczności kradł samochody. W trakcie podroży imał się różnych dorywczych zajęć, najczęściej zatrudniał się jako pracownik fizyczny.

## Zbrodnie
Sells sam stwierdził, że pierwszego morderstwa dokonał w wieku 16 lat. Oficjalnie nigdy tej zbrodni nie potwierdzono. Pierwszego udokumentowanego morderstwa dokonał w lipcu 1983 roku w stanie Missouri. Zamordował wówczas Colleen Gill i jej czteroletnią córkę. Kolejnych morderstw dokonał w lipcu 1985 roku. Ofiarami stali się Ena Cordt i jej czteroletni syn. Przed morderstwem, Sells odbył z kobietą stosunek – jak stwierdził Cordt wyraziła na to zgodę. Zwłoki Eny Cordt i jej syna znaleziono trzy dni później. Po latach, Sells tłumaczył się, że zamordował kobietę, gdyż ta próbowała go okraść. Śledczy uważają jednak, że Sells siłą wtargnął do domu kobiety, zgwałcił ją, a następnie zatłukł na śmierć kijem bejsbolowym ją i jej synka, który był świadkiem śmierci matki. Morderstwa z 1983 i 1985 roku mają wiele wspólnych cech: ofiarami padły samotne matki z dziećmi, ofiary zamordowano za pomocą kija bejsbolowego i oba popełniono na terenie stanu Missouri. 
Sells podróżował dalej po kraju, popełniając różne przestępstwa - często kradł samochody. Dopuścił się kolejnych morderstw. Szczególnie brutalne było morderstwo czteroosobowej rodziny Dardeen w stanie Illinois w 1987 roku. Sells zastrzelił mężczyznę, następnie zgwałcił jego żonę, która była w zaawansowanej ciąży. Podczas gwałtu, kobieta zaczęła rodzić. Kobietę, trzyletniego chłopca oraz niemowlę, Sells zatłukł na śmierć kijem bejsbolowym. 
Na początku 1998 roku, Sells podjął próbę ustatkowania się. Poznał kobietę, którą poślubił i z którą miał dziecko. Znalazł pierwszą stałą pracę jako sprzedawca używanych samochodów. Morderstwa popełniał również, gdy był żonaty, w trakcie podróży służbowych. W 1999 roku na swe ofiary upatrzył sobie małe dziewczynki, które gwałcił na różne sposoby, a następnie mordował. Ostatniego morderstwa dokonał 31 grudnia 1999 roku w Del Rio w stanie Teksas – włamał się do przyczepy campingowej i dźgnął nożem 13-letnią dziewczynkę. Świadkiem tej zbrodni była jej młodsza koleżanka, którą Sells zranił. Dziewczynka przeżyła, a dzięki jej zeznaniom sporządzono portret pamięciowy, dzięki któremu, wkrótce zatrzymano Sellsa.
Po aresztowaniu w 1999 roku, Sells przyznał się władzom do 70 morderstw popełnionych na przestrzeni lat. Policjanci weryfikowali jego zeznania przez kolejne lata. W kilkunastu przypadkach okazało się, że zbrodnie w ogóle nie miały miejsca. Śledczy usprawiedliwiają to przechwałkami Sellsa lub jego uzależnieniem od narkotyków, które wywoływały u niego halucynacje. Po wieloletnich analizach uznano, że Sells popełnił 22 morderstwa na terenie całych Stanów Zjednoczonych. Z tego powodu Sells sam nadał sobie pseudonim Morderca od wybrzeża do wybrzeża, który został rozpowszechniony przez media. Większość ofiar, zginęła zatłuczona kijem bejsbolowym lub innym ciężkim przedmiotem np. nogą od stołu. W zeznaniach Sells wielokrotnie zrzucał winę za popełnione morderstwa na swoje ofiary - zarzucał im, że go okradły, molestowały seksualnie, a niektóre zabójstwa popełnił w obronie własnej. W kwestii gwałtów, zawsze twierdził, iż ofiary odbyły z nim dobrowolny stosunek seksualny, ale po stosunku groziły mu oskarżeniem o gwałt jeśli nie zapłaci im określonej kwoty i zabił je podczas ataku paniki. Twierdzenia te dotyczyły również zgwałconych i zamordowanych dzieci.

## Ofiary Sellsa
| L.p. | Imię i nazwisko     | Wiek    | Miejsce morderstwa | Stan          | Data morderstwa      |
| ---- | ------------------- | ------- | ------------------ | ------------- | -------------------- |
| 1.   | Colleen Gill        | 33      | Saint Louis        | Missouri      | 31 lipca 1983        |
| 2.   | Tiffany Gill        | 4       | Saint Louis        | Missouri      | 31 lipca 1983        |
| 3.   | Ena Cordt           | 28      | Forsyth            | Missouri      | 26 lipca 1985        |
| 4.   | Rory Cordt          | 4       | Forsyth            | Missouri      | 26 lipca 1985        |
| 5.   | Suzanne Korcz       | 27      | Lockport           | Nowy Jork     | 1 maja 1987          |
| 6.   | Stefanie Stroh      | 20      | Lovelock           | Nevada        | 15 października 1987 |
| 7.   | Keith Dardeen       | 29      | Ina                | Illinois      | 17 listopada 1987    |
| 8.   | Elaine Dardeen      | 30      | Ina                | Illinois      | 17 listopada 1987    |
| 9.   | Casey Dardeen       | 1 dzień | Ina                | Illinois      | 17 listopada 1987    |
| 10.  | Peter Dardeen       | 3       | Ina                | Illinois      | 17 listopada 1987    |
| 11.  | Melissa Tremblay    | 11      | Salem              | New Hampshire | 11 września 1988     |
| 12.  | Kent Lauten         | 51      | Tucson             | Arizona       | 18 grudnia 1988      |
| 13.  | Teresa Hall         | 25      | Marianna           | Floryda       | 9 grudnia 1991       |
| 14.  | Tiffany Hall        | 5       | Marianna           | Floryda       | 9 grudnia 1991       |
| 15.  | Joel Kirkpatrick    | 10      | Lawrenceville      | Illinois      | 13 października 1997 |
| 16.  | Stephanie Mahaney   | 13      | Springfield        | Missouri      | 15 października 1997 |
| 17.  | Ambria Halliburton  | 8       | Gibson             | Tennessee     | 4 kwietnia 1999      |
| 18.  | Debra Harris        | 31      | Gibson             | Tennessee     | 4 kwietnia 1999      |
| 19.  | Mary Perez          | 9       | San Antonio        | Teksas        | 18 kwietnia 1999     |
| 20.  | Haley McHone        | 13      | Lexington          | Kentucky      | 13 maja 1999         |
| 21.  | Bobbie Lynn Wofford | 14      | Kingfisher         | Oklahoma      | 5 lipca 1999         |
| 22.  | Kaylene Harris      | 13      | Del Rio            | Teksas        | 31 grudnia 1999      |

## Wyrok
Tommy Lynn Sells został oskarżony o dokonanie sześciu morderstw i za ich dokonanie został skazany na karę śmierci. Na wykonanie wyroku oczekiwał w więzieniu w Livingston w stanie Teksas. W piątek, 3 stycznia 2014 roku sąd w Del Rio w Teksasie ustalił datę egzekucji Sellsa na 3 kwietnia 2014 roku. 

## Egzekucja
W czwartek, 3 kwietnia 2014 roku 49-letni Sells został stracony za morderstwo 13-letniej Kaylene Harris - swojej ostatniej ofiary. Egzekucja odbyła się w więzieniu stanowym w Huntsville w Teksasie. Na pytanie naczelnika więzienia, czy ma jakieś ostatnie słowa do powiedzenia przed śmiercią, Sells odpowiedział: "Nie". Kiedy zaczęto pompować w jego żyły śmiertelną truciznę, skazany wziął kilka głębokich oddechów, zamknął oczy i zaczął chrapać. Po upływie kolejnej minuty przestał się ruszać. Zgon Sellsa oficjalnie stwierdzono o 18:27 czasu lokalnego, trzynaście minut po wstrzyknięciu mu śmiertelnej dawki pentobarbitalu. Egzekucję Sellsa oglądał w pokoju dla świadków ojciec zamordowanej przez niego dziewczynki, który po wyjściu z więzienia, powiedział do zgromadzonych wokół niego dziennikarzy: Cóż za wspaniały dzień!.